# リュディガー・フォーグラー
リュディガー・フォーグラー（Rüdiger Vogler、1942年5月14日 - ）は、ドイツの俳優。

## 経歴
1974年、ヴィム・ヴェンダース監督の『都会のアリス』で主演を務める。1994年には、ヴァンダース監督の『リスボン物語』で主演を務めた。2000年、ステファン・ルツォヴィツキー監督の『アナトミー』に出演する。その他の出演作品に、ミシェル・アザナヴィシウス監督の『OSS 117 リオデジャネイロ応答なし』などがある。

## フィルモグラフィー

### 映画
- 都会のアリス（1974年）
- まわり道（1975年）
- さすらい（1976年）
- 鉛の時代（1981年）
- 太陽は夜も輝く（1990年）
- 夢の涯てまでも（1991年）
- 時の翼にのって/ファラウェイ・ソー・クロース!（1993年）
- リスボン物語（1994年）
- ベルリンのリュミエール（1995年）
- 太陽の雫（1999年）
- ブラスト・ゾーン（1999年）
- アナトミー（2000年）
- クリミナル・ファイル/恐喝（2000年）
- ベルリン陥落 1945（2008年）
- OSS 117 リオデジャネイロ応答なし（2009年）
- クリムゾン・プロジェクト（2013年）

## 関連文献
- 「特集 リスボン物語 - リュディガー・フォーグラー インタビュー」『キネマ旬報』、キネマ旬報社、1995年9月上旬号、68-71頁。